# Vasily Zvyozdochkin
Vasily Petrovich Zvyozdochkin (em russo:  Василий Петрович Звёздочкин; 1876 – 1956) foi um artesão, entalhador e fabricante de bonecas russo. É creditado por ter feito a primeira matriosca (pintada por Sergey Malyutin) em 1890.

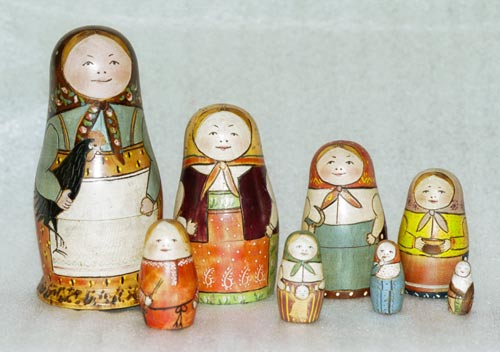
A matriosca original de Zvyozdochkin e Malyutin